# Anton Immendorf
Anton Immendorf (* 20. Oktober 1921 in Büsbach; † 28. Juli 2007 in Stolberg) war ein deutscher Maurermeister, Bauunternehmer, Verbandsfunktionär, sowie Präsident der Handwerkskammer Aachen.

## Leben
Anton Immendorf kam 1921 in Büsbach, später ein Stadtteil von Stolberg (Rheinland), als Sohn des Bauunternehmers Edmund Immendorf und seiner Frau Maria (geborene Worms) zur Welt. Neben seinem Beruf als Maurermeister und Bauunternehmer in Stolberg (als Geschäftsführender Gesellschafter der Firma Käsmacher GmbH & Co. KG im Bereich der Kunststoffverarbeitung) engagierte sich Anton Immendorf als Verbandsfunktionär in seiner Innung und der Handwerkskammer Aachen (HWK). Nachdem er mehrere Funktionen in den jeweiligen Untergliederungen durchlaufen hatte, wurde er von 1974 bis 1994 zum Präsidenten der Handwerkskammer Aachen gewählt.
Während seiner Amtszeit setzte sich Immendorf maßgeblich dafür ein, dass die Bildungszentren der Kammer ergänzt, ausgebaut und modernisiert wurden. So geht  der Ausbau der Handwerkerhäuser im Freilichtmuseum Kommern als auch im Jahr 1972 die Erweiterung des Berufs- und Gewerbeförderungszentrums (BGZ) in Simmerath, die 1980 erfolgte Gründung der Berufsbildungs- und Gewerbeförderungseinrichtung (BGE) in Düren und die 1983 eröffnete BGE in Aachen, welche er als Modellprojekt mit bundesweiter Ausstrahlung mit 33 Werkstätten und 17 Seminarräume ausstatten ließ, auf seine Initiative zurück. Ferner arrangierte er 1985 in Zusammenarbeit mit der FH Aachen und ihrer Rektorin Hildegard Reitz die Einrichtung der Akademie für Handwerksdesign und Unternehmensführung, die seit 1994 ihren Sitz auf Gut Rosenberg in Aachen-Horbach hat. Darüber hinaus vereinbarte Immendorf verbindliche Kooperationen mit der RWTH Aachen und der FH Aachen und im Besonderen mit dem Institut für Kunststoffverarbeitung an der RWTH.
Außerdem gab Immendorf den Anstoß zum Internationalen Markt der Kunsthandwerker, der seit 1977 jährlich in Aachen durchgeführt wird, und richtete zusammen mit der HWK Aachen 1985 und 1994 den Deutschen Handwerkskammertag aus. Ferner holte er zusammen mit Manfred Bredohl in den Jahren 1986 und 1991 den Weltkongress der Schmiede nach Aachen.
Neben seiner Tätigkeit als Präsident der HWK Aachen übernahm Immendorf auch zentrale Ämter in den Organisationen des Handwerks auf Landes- und Bundesebene. So leitete er unter anderem von 1976 bis 1994 den Hauptausschuss für Gewerbeförderung beim Deutschen Handwerkskammertag und von 1982 bis 1988 die Landesgewerbeförderungsstelle des Nordrhein-Westfälischen Handwerks. Darüber hinaus war Immendorf von 1978 bis 1994 Mitglied des Handwerkrates beim  Zentralverband des Deutschen Handwerks.
Anton Immendorf war katholisch, seit 1944 mit Elsbeth Immendorf, geborene Hasenack, verheiratet und hatte drei Kinder (Edmund, Uwe und Heidrun).

## Ehrungen
Für seinen unermüdlichen ehrenamtlichen Einsatz als Verbandsfunktionär erhielt Immendorf zahlreiche nationale und internationale Auszeichnungen. So wurde er unter anderem mit dem Großen Verdienstkreuz des Verdienstordens der Bundesrepublik Deutschland (Bundesverdienstkreuz I. Klasse) sowie 1996 mit dem Verdienstorden des Landes Nordrhein-Westfalen ausgezeichnet. 2002 wurde er mit dem Rheinlandtaler ausgezeichnet.
Darüber hinaus verlieh ihm der Zentralverband des Deutschen Handwerks das Handwerkszeichen in Gold und die Handwerkskammer Aachen ernannte ihn zu ihrem Ehrenpräsidenten und zeichnete ihn mit dem Ehrenring der HWK aus. Ferner erhielt Immendorf von der RWTH Aachen die Ernennung zum Ehrendoktor und zum Ehrenbürger.